# Elemento regulador en cis
Los elementos reguladores en cis son regiones de ADN no codificante que regulan la transcripción de los genes cercanos. El concepto surge para diferenciarlos de los elementos reguladores en trans. Los elementos reguladores cis están presentes en la misma molécula de ADN como gen regulador, mientras que los elementos reguladores en trans pueden regular genes distantes a partir del gen por las que fueron transcritas.
El prefijo latino cis se traduce como "de este lado". Estos elementos reguladores se encuentran en las proximidades del gen, o genes, que regulan. Normalmente regulan la transcripción de genes al funcionar como sitios de unión para factores transcripción 

## Visión general
El genoma de un organismo contiene en cualquier lugar desde unos pocos cientos a miles de genes diferentes, todos codifica una o más proteínas. Por numerosas razones, incluyendo el mantenimiento de la organización, la conservación de energía y la generación de variaciones fenotípicas (polimorfismo), es importante que los genes se expresen únicamente cuando son necesarios. La manera más eficiente para que un organismo pueda regular la expresión genética es en el nivel transcripcional. La función de los elementos reguladores en cis es controlar la transcripción, actuando cerca o dentro de un gen. Los tipos más bien caracterizado de elementos reguladores en cis son los potenciadores (enhancers) y los promotores. Ambos de estos elementos de la secuencia son las regiones estructurales del ADN que sirven como reguladores transcripcionales.
Estos elementos reguladores pueden actuar regulando la transcripción génica de elementos distales gracias a la estructura tridimensional de la cromatina, la cual permite que regiones distales en un mismo cromosoma puedan acercarse en el espacio e interactuar.

## Promotores
Los promotores son secuencias relativamente cortas de ADN, aproximadamente de 40 pares de bases (pb), que normalmente se encuentran upstream ("río arriba" o "corriente arriba") del sitio de inicio de la transcripción. Esta región reguladora incluye el sitio donde se inicia la transcripción y la región de aproximadamente 35 pb upstream o downstream ("río abajo" o "corriente abajo") desde el sitio de iniciación. por lo general los promotores tienen cuatro componentes: la TATA box, el sitio de reconocimiento de TFIIB, un iniciador, y el elemento promotor central downstream. Curiosamente, se ha encontrado que un solo gen puede contener múltiples sitios de promotor.  Con el fin de iniciar la transcripción del gen downstream, una gran cantidad de proteínas de unión al ADN, llamadas factores de transcripción (TFS) debe unirse de forma secuencial a esta región. Sólo una vez que esta región se ha unido con el conjunto adecuado de TFS y en el orden correcto, el ARN polimerasa puede unirse y comenzar la transcripción del gen. En contraste, los potenciadores influyen en la transcripción de genes en la misma molécula de ADN y se pueden encontrar upstream, downstream, dentro de los intrones, o incluso relativamente lejos del gen que regulan. Múltiples potenciadores (enhancers) pueden actuar de una manera coordinada para regular la transcripción de un gen.
Recientemente se ha visto que existen promotores que actúan como potenciadores regulando la transcripción de genes que se encuentran a cierta distancia. Esto es importante debido a que polimorfismos que se encuentren en estos promotores no van a tener consecuencia en la transcripción del gen al que acompañan sino que van a afectar a la expresión génica de genes distales.

## Identificación y caracterización
Los elementos reguladores en cis presentan marcas epigenéticas que permite su caracterización a través de distintas técnicas como puede ser la técnica ChIP-seq. Esos elementos son susceptibles de digestión por la DNasa I (Sitio hipersensible a DNasa I) y presentan marcas de modificación de histonas características que nos permiten diferenciar entre potenciadores, promotores y regiones silenciadoras:
- Los promotores se caracterizan por la trimetilación de la lisina 4 de la histona 3 (H3K4me3) y la acetilación de lisina 27 la histona 3 (H3K27ac).
- Los potenciadores se caracterizan por sufrir monometilación de la lisina 4 de la histona 3 (H3K4me1) y la acetilación de lisina 27 la histona 3 (H3K27ac).
- Las regiones silenciadoras, en cambio, son ricas en trimetilación de la lisina 27 de la histona 3 (H3K27me3) y la trimetilación de la lisina 9 de la histona 3 (H3K9me3).

## Función evolutiva
Los elementos reguladores de cis tienen un papel evolutivo importante. Las regiones codificantes de los genes están a menudo bien conservadas entre organismos; sin embargo, diferentes organismos muestran la diversidad fenotípica marcada. Se ha encontrado que los polimorfismos que se producen dentro de las secuencias no codificantes tienen un profundo efecto sobre el fenotipo mediante la alteración de la expresión génica. Las mutaciones que surgen dentro de un elemento regulador de cis pueden generar variedades fenotípicas cambiando la forma de enlazarse a los factores de transcripción. La intensidad de la unión de las proteínas reguladoras tendrán un efecto en la intensidad de la regulación de la transcripción.

## Ejemplos
Un ejemplo de una acción de la secuencia reguladora en cis es el operador en el operón lac. Esta secuencia de ADN está enlazada por el represor lac, que, a su vez, impide la transcripción de los genes adyacentes en la misma molécula de ADN. El operador lac, por lo tanto, se considera que "actúan en cis" sobre la regulación de los genes cercanos. El operador por sí mismo no codifica proteínas o ARN.
En contraste, los elementos de regulación trans son factores difusibles, generalmente proteínas, que pueden modificar la expresión de genes distantes a partir del gen que se transcribe originalmente para crearlas. Por ejemplo, un factor de transcripción que regula un gen en el cromosoma 6 podría en sí se han transcrito a partir de un gen en el cromosoma 11. El término regulador de trans se construye a partir de la raíz latina trans, que significa "frente a".
Hay elementos reguladores en cis y elementos reguladores en trans. Los elementos reguladores en cis son a menudo los sitios vinculantes para uno o más factores reguladores en trans.
Para resumir, los elementos reguladores cis están presentes en la misma molécula de ADN como el gen que regulan mientras que los elementos reguladores en trans puede regular genes distantes a partir del gen por las que fueron transcritas.

### Ejemplos en ARN
| Type                                 | Abbr. | Function                                                                                           | Distribution                            | Ref.              |
| ------------------------------------ | ----- | -------------------------------------------------------------------------------------------------- | --------------------------------------- | ----------------- |
| Frameshift element                   |       | Regula el uso del marco alternativo con ARN mensajero                                              | Archaea, bacteria, eucariota, virus RNA | [ 6 ] [ 7 ] [ 8 ] |
| Sitio de entrada de ribosoma interno | IRES  | Inicia la traducción en medio de un ARN mensajero                                                  | Eucariota, virus RNA                    | [ 9 ]             |
| Iron response element                | IRE   | Regula la expresión de genes asociados al hierro                                                   | Eucariota                               | [ 10 ]            |
| Leader peptide                       |       | Regula la transcripción de genes y/o operones asociados                                            | Bacteria                                | [ 11 ]            |
| Pyrrolysine insertion sequence       | PYLIS | Dirige la célula para traducir inmediatamente codones adyacentes UAG de terminación en pirrolisina | Archaea                                 | [ 12 ]            |
| Riboswitch                           |       | Regulación génica                                                                                  | Bacteria, eucariota                     | [ 13 ]            |
| RNA thermometer                      |       | Regulación génica                                                                                  | Bacteria                                | [ 14 ]            |
| Selenocysteine insertion sequence    | SECIS | Dirige la célula a traducir los codones de parada UGA como selenocisteinas                         | Metazoa                                 | [ 15 ]            |